# Sabina Valbusa
Sabina Valbusa (* 21. Januar 1972 in Verona) ist eine ehemalige italienische Skilangläuferin.

## Werdegang
Ihr Debüt im Weltcup gab Valbusa am 12. Dezember 1992 in Ramsau am Dachstein. Zu den Olympischen Winterspielen 1994 in Lillehammer erreichte Valbusa über 15 km den 26. Platz. Am 14. Dezember 1996 konnte sie in Brusson mit dem 6. Platz über 15 km erstmals unter die besten zehn laufen. Bei den Olympischen Winterspielen 1998 in Nagano erreichte Valbusa im Sprint über 5 km den 29. Platz und in der Verfolgung den 17. Platz. Bei der Nordischen Skiweltmeisterschaft 2001 in Lahti verpasste Valbusa im Sprint über 1 km mit dem 4. Platz nur knapp die Medaillenränge. Über 10 km wurde sie Zehnte und im Rennen über 15 km kam sie auf den 18. Platz. Bei den Olympischen Winterspielen 2002 in Salt Lake City trat Valbusa erstmals auch bei Olympischen Spielen in Sprint- und Distanzwettbewerben gleichermaßen an. Im Sprint konnte sie Platz 17 und im Rennen über 15 km Platz 10 erreichen. In der Verfolgung wurde sie Neunte und mit der Staffel am Ende Sechste.
Im März 2004 gewann Valbusa zum Saisonabschluss über 15 km Freistil in Pragelato ihren ersten und einzigen Einzel-Weltcup.
Medaillen gewann sie ausschließlich bei 4 × 5 km Staffelrennen und dies vier Mal. Bei der Nordischen Skiweltmeisterschaft 1999 in Ramsau gewann sie Silber, 2001 in Lahti und 2005 in Obersdorf jeweils Bronze. Dritte wurde sie ebenfalls beim Staffelrennen an den Olympischen Winterspielen 2006 in Turin. Zudem wurde sie dort über 30 km am Ende Zehnte und erreichte in der Verfolgung den 17. Platz.
Sabina Valbusa ist die Schwester des ebenfalls erfolgreichen Skilangläufers Fulvio Valbusa.

## Erfolge

### Siege bei Weltcuprennen

#### Weltcupsiege im Einzel
| Nr. | Datum         | Ort       | Disziplin      |
| --- | ------------- | --------- | -------------- |
| 1.  | 13. März 2004 | Pragelato | 15 km Freistil |

#### Weltcupsiege im Team
| Nr. | Datum         | Ort   | Disziplin                        |
| --- | ------------- | ----- | -------------------------------- |
| 1.  | 3. März 2002  | Lahti | 4 × 1,5 km Teamsprint Freistil 1 |
| 2.  | 10. März 2002 | Falun | 4 × 5 km Staffel 2               |

### Siege bei Continental-Cup-Rennen
| Nr. | Datum           | Ort   | Disziplin      | Serie    |
| --- | --------------- | ----- | -------------- | -------- |
| 1.  | 14. Januar 2007 | Cogne | 10 km Freistil | Alpencup |

### Siege bei Worldloppet-Cup-Rennen
Anmerkung: Vor der Saison 2015/16 hieß der Worldloppet Cup noch Marathon Cup.
| Nr. | Datum             | Ort     | Rennen      | Disziplin                  |
| --- | ----------------- | ------- | ----------- | -------------------------- |
| 1.  | 14. Dezember 2008 | Livigno | La Sgambeda | 42 km Freistil Massenstart |

### Siege im Rollerski-Weltcup
| Nr. | Datum         | Ort    | Disziplin                  |
| --- | ------------- | ------ | -------------------------- |
| 1.  | 28. Juni 2008 | Piglio | 10 km Freistil Massenstart |

## Teilnahmen an Weltmeisterschaften und Olympischen Winterspielen

### Olympische Spiele
- 1994 Lillehammer: 26. Platz 15 km Freistil
- 1998 Nagano: 17. Platz 15 km Verfolgung, 29. Platz 5 km klassisch
- 2002 Salt Lake City: 6. Platz Staffel, 9. Platz 10 km Verfolgung, 10. Platz 15 km Freistil Massenstart, 17. Platz Sprint Freistil
- 2006 Turin: 3. Platz Staffel, 10. Platz 30 km Freistil Massenstart, 17. Platz 15 km Verfolgung
- 2010 Vancouver: 4. Platz Staffel, 17. Platz 10 km Freistil, 18. Platz 15 km Verfolgung

### Nordische Skiweltmeisterschaften
- 1995 Thunder Bay: 14. Platz 30 km Freistil, 28. Platz 15 km Verfolgung, 55. Platz 5 km klassisch
- 1997 Trondheim: 4. Platz Staffel, 16. Platz 15 km Freistil, 20. Platz 30 km klassisch, 22. Platz 15 km Verfolgung, 39. Platz 5 km klassisch
- 1999 Ramsau: 2. Platz Staffel, 13. Platz 15 km Verfolgung, 15. Platz 5 km klassisch, 15. Platz 15 km Freistil, 32. Platz 30 km klassisch
- 2001 Lahti: 3. Platz Staffel, 4. Platz Sprint Freistil, 10. Platz 10 km Verfolgung, 18. Platz 15 km klassisch
- 2003 Val di Fiemme: 5. Platz 30 km Freistil, 25. Platz Sprint Freistil
- 2005 Oberstdorf: 3. Platz Staffel, 5. Platz Teamsprint Freistil, 8. Platz 10 km Freistil, 16. Platz 15 km Verfolgung, 18. Platz 30 km klassisch Massenstart
- 2007 Sapporo: 6. Platz Staffel, 8. Platz Teamsprint Freistil, 13. Platz 10 km Freistil, 33. Platz 15 km Verfolgung
- 2009 Liberec: 5. Platz Staffel, 19. Platz 30 km Freistil Massenstart, 28. Platz 15 km Verfolgung